# Lithophyllum elegans
Lithophyllum elegans (Foslie) Foslie, 1900 é o nome botânico de uma espécie de algas vermelhas pluricelulares do gênero Lithophyllum, família Corallinaceae.
- São algas marinhas encontradas na Baixa Califórnia, México.

## Sinonímia
- Lithothamnion elegans Foslie, 1895